# Kazungula (Botswana)
Kazungula – wieś w Botswanie w dystrykcie North West. Według spisu ludności z 2011 roku wieś liczyła 4133 mieszkańców.